# Eudorylas fusculus
Eudorylas fusculus är en tvåvingeart som först beskrevs av Zetterstedt 1844.  Eudorylas fusculus ingår i släktet Eudorylas och familjen ögonflugor. Arten är reproducerande i Sverige. Inga underarter finns listade i Catalogue of Life.